# FIBA EuroCup Challenge
Po vytvoření nových basketbalových soutěží klubů v Evropě, organizovaných Unií evropských basketbalových lig (ULEB) - Euroliga v roce 2000 a Eurocup v roce 2002 a ukončení soutěží FIBA - SuproLiga, Pohár Saporta a Pohár Korač, Evropská basketbalová federace FIBA Europe rozhodla vytvořit nové soutěže pro kluby, které mají sportovní a ekonomický potenciál a zájem soutěžit na mezinárodní úrovni a to FIBA Evropskou ligu, která byla přejmenovaná na FIBA EuroCup (2005–2008). V létě roku 2008 došlo mezi ULEB a FIBA Europe k dohodě o sloučení soutěží ULEB Cup a FIBA EuroCup do soutěže Eurocup, zatímco bývalá soutěž FIBA EuroCup byl přejmenována na FIBA EuroChallenge.
FIBA EuroChallenge (s názvem FIBA Europská liga v letech 2003–2005 a EuroCup v letech 2005–08) je 3. úroveň klubových soutěží basketbalu v Evropě. Soutěž organizuje FIBA Europe.
Další 4. úroveň klubových soutěží FIBA EuroCup Challenge existovala v období 2002–2007 - FIBA Champions Cup (2002-03), FIBA Europe Regional Challenge Cup (2002-03), FIBA Europe Cup (2003–2005), FIBA EuroCup Challenge (2005-07).

## Vítězové a výsledky finále poháru
| 2002–03 | Soluň       | Aris (BSA)           | 84–83        | Trefl Sopot (Prokom) | BK Ventspils         | 91–90 (OT)   | KK Hemofarm          |
| 2003–04 | Izmir       | Mitteldeutscher BC   | 84–68        | JDA Dijon (SAOS)     | Tuborg Pilsener      | 94–53        | Dynamo Moscow Region |
| 2004–05 | Ploieşti    | CSU Asesoft Ploieşti | 75–74        | Lokomotiv Rostov     | Dynamo Moscow Region | 79–45        | Banvit               |
| 2005–06 | doma, venku | Ural Great Perm      | 80–67 74–80  | Khimik Yuzhny        | Nebylo hráno         | Nebylo hráno | Nebylo hráno         |
| 2006–07 | doma, venku | CSK VVS Samara       | 83–85 101–81 | Keravnos             | Nebylo hráno         | Nebylo hráno | Nebylo hráno         |

## Výsledky českých a slovenských klubů

### České kluby
BK Mlékárna Kunín - 5 ročníků
- Celkem 42 zápasů (17 vítězství - 25 porážek), 3× čtvrtfinále (2004, 2005, 2007), osmifinále (2006)
  - FIBA Champions Cup
- 2002-03, 10 zápasů (3-7 895-985) - Konference Sever: 4. ve skup. C: BK Avtodor Saratov, Rusko (105-93, 85-96), KK Prokom Trefl Sopot, Polsko (77-105, 85-106), KK Alita Alytus, Litva (98-92, 97-106), BK BDF Grodno-93, Bělorusko (90-82, 64-80), BK Skonto Riga, Lotyšsko (93-95, 101-130)
  - FIBA Europe Cup
- 2003-04 6 zápasů (2-4 533-550) - Konference Central: 2. ve skup. C: (2-2 354-352): Kaposvári KK, Maďarsko (87-96, 90-96), KK Hiron Záhřeb, Chorvatsko (87-80, 90-78), čtvrtfinále: Debreceni Vadkakasok KSE, Maďarsko (102-110, 77-88)
- 2004-05 12 zápasů (6-6 975-923) - Konference Central: 2. ve skup. B (3-3 450-443): BK ESOX Lučenec (81-50, 77-74), BK SČE Děčín (62-78, 59-78), Benetton Fribourg Olympic, Švýcarsko (78-56, 93-98), čtvrtfinále: Bakken Bears Aarhus, Dánsko (90-64, 95-100), semifinále: Albacomp-UPC, Maďarsko (96-93). finále konference: BC Boncourt, Švýcarsko (105-77), čtvrtfinále soutěže: BK Lokomotiv Rostov, Rusko (71-77, 68-69)
  - FIBA EuroCup Challenge
- 2005-06 6 zápasů (2-4 456-509) - Předkolo: 1. ve skup. F (1-3 277-322): Banvit BK Bandirma, Turecko (87-64, 81-93), Superfund Bulls Kapfenberg, Rakousko (83-78, 90-85), osmifinále: Elitzur Ashkelon BC, Izrael (76-92, 103-95)
- 2006-07 8 zápasů (4-4 673-643) - Předkolo: 2. ve skup. D (4-2 540-478): Keflavík, Island (107-74, 107-78), Norrköping Dolphins, Švédsko (97-84, 91-80), BK Dnipro Dnipropetrovsk, Ukrajina (74-78, 64-84), čtvrtfinále: CSK VVS Samara, Rusko - vítěz soutěže 2007 (64-84, 69-81)

BC Brno - 4 ročníky
- Celkem 24 zápasů (12 vítězství - 12 porážek), 3. místo (2004 - konference CENTRAL)
  - FIBA Europe Cup
- 2003-04 8 zápasů (4-4 639-648) - Konference Central: 2. ve skup. A: (2-2 320-338): BC Boncourt, Švýcarsko (87-75, 80-92), TSK Würzburg, Německo (81-73, 72-98), čtvrtfinále: Kaposvári KK, Maďarsko (65-54, 73-83, rozdíl 1 bod), Finále konference CENTRAL (Debrecen, Maďarsko): semifinále: Debreceni Vadkakasok KSE, Maďarsko (86-89), o 3. místo: TSK Würzburg, Německo (95-84)
- 2004-05 6 zápasů (2-4 521-524) - Konference Central: 3. ve skup. C (Central): CF Belenenses Lisabon, Portugalsko (97-84, 78-80), Albacomp-UPC Székesfehérvár, Maďarsko (105-97, 80-86), BC Boncourt, Švýcarsko (73-85, 88-92)
  - FIBA EuroCup Challenge
- 2005-06 4 zápasy (3-1 341-320) - Předkolo: 3. ve skup. G: KK Dubrovnik, Chorvatsko (79-77, 79-81), Apollon FC Limassol, Kypr (73-85, 46-79)
- 2006-07 6 zápasů (3-3 470-440) - Předkolo: 3. ve skup. B: GSS Keravnos Levkosía, Kypr (68-70, 86-90), BC Boncourt, Švýcarsko (87-73, 71-64), BU Mobitelco Cluž, Rumunsko (96-64, 62-79)

BK Prostějov - 2 ročníky
- Celkem 12 zápasů (5 vítězství - 7 porážek), čtvrtfinále (2007)
  - FIBA EuroCup Challenge
- 2005-06 4 zápasy (0-4 326-361) - Předkolo: 3. ve skup. B: Debreceni Vadkakasok KSE, Maďarsko (89-96, 78-84), BC Boncourt, Švýcarsko (85-91, 74-90)
- 2006-07 8 zápasů (5-3 663-654) - Předkolo: 1. ve skup. A (4-2 506-488): Apollon FC Limassol, Kypr (109-75, 66-75), Hapoel Galil Elyon Golan BC Kiryat, Izrael (95-84, 92-88), AEP Olympias Patras, Řecko (81-80, 63-84), čtvrtfinále: GSS Keravnós Levkosía, Kypr - finalista soutěže (81-91, 76-75)

BK SČE Děčín - 1 ročník, čtvrtfinále (2005)
- - FIBA Europe Cup
- 2004-05, 8 zápasů (7-1 681-604) - Konference Central: 1. ve skup. B (6-0 515-421): Benetton Fribourg Olympic, Švýcarsko (94-89, 90-80), BK Mlékárna Kunín (Nový Jičín) (87-59, 78-62), BK ESOX Lučenec (75-61, 91-70), čtvrtfinále: BC Boncourt, Švýcarsko (80-77, 86-106)

BK Opava - 1 ročník
- - FIBA Champions Cup
- 2002-03, 10 zápasů (4-6 829-874) - Konference Sever: 5. ve skup. A: KS Gipsar Stal Ostrów Wielkopolski, Polsko (88-97, 65-86), BK UNIKS Kazaň, Rusko (90-78, 62-99), KK Šiauliai, Litva (96-89, 80-91), Plannja Basket Lulea, Švédsko (113-87, 61-82), BK Ventspils, Lotyšsko (95-84, 79-81)

ČEZ Basketball Nymburk - 1 ročník
- - FIBA Europe Regional Challenge Cup
- 2002/03, 6 zápasů (3-3 550-523) - Konference Sever: 3. ve skup. B: Asker Aliens, Norsko (109-67, 106-89), Bayer Giants Leverkusen, Německo (97-93, 67-89), Kaposvári Klíma-Vill KK, Maďarsko (75-80, 96-105)

### Slovenské kluby
BK ESOX Lučenec
- Celkem 14 zápasů (3 vítězství - 9 porážek), čtvrtfinále (2003)
  - FIBA Europe Regional Challenge Cup
- 2002/03 8 zápasů (3-5 601-640) - Konference Sever: 2. ve skup. C (3-3 473-481): Ulriken Eagles Bergen, Norsko (100-67, 49-67), DJK Würzburg, Německo (87-79, 83-78), Albacomp Szekesfehervar, Maďarsko, (75-86, 79-104), čtvrtfinále: Kaposvar Basket, Maďarsko (69-70, 59-89)
  - FIBA Europe Cup
- 2004-05 6 zápasů (0-6 391-500) - Konference Central - Západ: 4. ve skup. B: BK Mlékárna Kunín (Nový Jičín) (74-77, 50-81), Benetton Fribourg Olympic, Švýcarsko (64-73, 72-103), BK SČE Děčín (70-91, 61-75)